# Dolores, Chiapas
Dolores är en ort i Mexiko.   Den ligger i kommunen Teopisca och delstaten Chiapas, i den sydöstra delen av landet, 800 km öster om huvudstaden Mexico City. Dolores ligger 2 184 meter över havet och antalet invånare är 678.
Terrängen runt Dolores är kuperad åt nordost, men åt sydväst är den bergig. Runt Dolores är det ganska tätbefolkat, med 104 invånare per kvadratkilometer. Närmaste större samhälle är San Cristóbal de las Casas, 19,5 km nordväst om Dolores. I omgivningarna runt Dolores växer huvudsakligen savannskog.